# Vimba melanops
Vimba melanops — вид риб родини ялецевих (Leuciscidae). Зустрічається виключно у прісних водах північного басейну Егейського моря від Мариці до Пінйос (Туреччина, Греція, Болгарія, Північна Македонія). Сягає 32 см завдовжки.